# Enzo Gutiérrez
Enzo Hernán Gutiérrez Lencinas (Charata, 28 maggio 1986) è un calciatore argentino, attaccante svincolato.

## Caratteristiche tecniche
È un centravanti.

## Palmarès
- Campionato cileno: 1

Universidad de Chile: 2012 (A)
- Coppa del Cile: 1

Universidad de Chile: 2012-2013